# Coppa del mondo di arrampicata 1992
La Coppa del mondo di arrampicata 1992 si è disputata dal 1º maggio all'11 dicembre, nell'unica disciplina lead.

## Tappe
La Coppa si è disputata su 6 gare.
| # | Data        | Città        | Nazione     |
| - | ----------- | ------------ | ----------- |
| 1 | 1º maggio   | Zurigo       | Svizzera    |
| 2 | 8 ottobre   | Kōbe         | Giappone    |
| 3 | 30 ottobre  | Norimberga   | Germania    |
| 4 | 14 novembre | Sankt Pölten | Austria     |
| 5 | 20 novembre | Laval        | Francia     |
| 6 | 11 dicembre | Birmingham   | Regno Unito |

## Classifica maschile lead
| Pos.                                                                        | Atleta                | SUI      | JPN      | GER     | AUT         | FRA | GBR | Punti |
| --------------------------------------------------------------------------- | --------------------- | -------- | -------- | ------- | ----------- | --- | --- | ----- |
| 1                                                                           | François Legrand      | 1        | 1        | 25      | 1           | 4   | 13  | 381   |
| 2                                                                           | Luca Zardini          | 4        | 18       | 9       | 3           | 2   | 3   | 292   |
| 3                                                                           | Jean-Baptiste Tribout | 23       | 9        | 3       | 9           | 11  | 1   | 265   |
| 4                                                                           | Yuji Hirayama         | 3        | 4        | 9       | 4           | 5   | 17  | 258   |
| 5                                                                           | Christoph Finkel      | 6        | 18       | 6       | 17          | 1   | 9   | 249   |
| 6                                                                           | Elie Chevieux         | 55       | 10       | 5       | 12          | 3   | 3   | 233   |
| 7                                                                           | François Petit        | 9        | 18       | 4       |             | 8   | 2   | 228   |
| 8                                                                           | Guido Köstermeyer     | 5        | 25       | 1       | 22          |     | 6   | 213   |
| 9                                                                           | Patxi Arocena         | 7        | 3        | 43      | 13          | 16  | 8   | 189   |
| 10                                                                          | Stefan Glowacz        | 10       | 5        | 2       | 69          | 22  |     | 174   |
| \| Legenda \| 1º posto \| 2º posto \| 3º posto \| A punti \| Senza punti \| |                       |          |          |         |             |     |     |       |
| Legenda                                                                     | 1º posto              | 2º posto | 3º posto | A punti | Senza punti |     |     |       |

## Classifica femminile lead
| Pos.                                                                        | Atleta              | SUI      | JPN      | GER     | AUT         | FRA | GBR | Punti |
| --------------------------------------------------------------------------- | ------------------- | -------- | -------- | ------- | ----------- | --- | --- | ----- |
| 1                                                                           | Robyn Erbesfield    | 1        | 2        | 1       | 2           | 2   | 4   | 440   |
| 2                                                                           | Isabelle Patissier  | 2        | 1        | 3       | 3           | 2   | 2   | 400   |
| 3                                                                           | Lynn Hill           | 3        | 2        | 2       | 4           | 4   | 1   | 375   |
| 4                                                                           | Susi Good           | 4        |          | 4       | 1           | 1   | 3   | 370   |
| 5                                                                           | Nanette Raybaud     | 6        | 4        | 5       | 5           | 9   | 4   | 259   |
| 6                                                                           | Luisa Iovane        | 5        | 11       | 6       | 8           | 7   | 10  | 215   |
| 7                                                                           | Anna Ibanez-Tudoras | 15       | 5        | 19      | 6           | 5   | 7   | 214   |
| 8                                                                           | Natalie Richer      | 17       | 6        | 7       | 9           | 13  | 9   | 190   |
| 9                                                                           | Marietta Uhden      | 22       |          | 9       | 7           | 6   | 6   | 183   |
| 10                                                                          | Karin Bless-Reith   | 8        |          | 30      | 10          | 10  | 12  | 137   |
| \| Legenda \| 1º posto \| 2º posto \| 3º posto \| A punti \| Senza punti \| |                     |          |          |         |             |     |     |       |
| Legenda                                                                     | 1º posto            | 2º posto | 3º posto | A punti | Senza punti |     |     |       |